# Dulalam
Dulalam är en ö i Eritrea. Den ligger i den nordöstra delen av landet, 150 km nordost om huvudstaden Asmara. Arean är 4,3 kvadratkilometer.
Terrängen på Dulalam är mycket platt. Öns högsta punkt är 11 meter över havet. Den sträcker sig 3,3 kilometer i nord-sydlig riktning, och 2,8 kilometer i öst-västlig riktning.